# Lino Del Fra
Pasqualino Del Fra anomenat Lino Del Fra (Roma, 20 de juny de 1927 - 19 de juliol de 1997) va ser un director de cinema i guionista italià.

## Biografia
El seu treball cinematogràfic va estar marcat per la col·laboració amb la seva esposa, la realitzadora Cecilia Mangini.
L'any 1977, Lino Del Fra va aconseguir el Lleopard d'or del Festival de Locarno pel film Antonio Gramsci: i giorni del carcere.

## Filmografia

### Com a director
- 1962: All'armi, siam fascisti[4]
- 1963: I misteri di Roma
- 1970: La Torta in cielo
- 1977: Antonio Gramsci: i giorni del carcere
- 1994: Klon

### Com a guionista
- 1962: All'armi, siam fascisti
- 1973: La Villeggiatura
- 1977: Antonio Gramsci: i giorni del carcere